# Gert J. Steyn

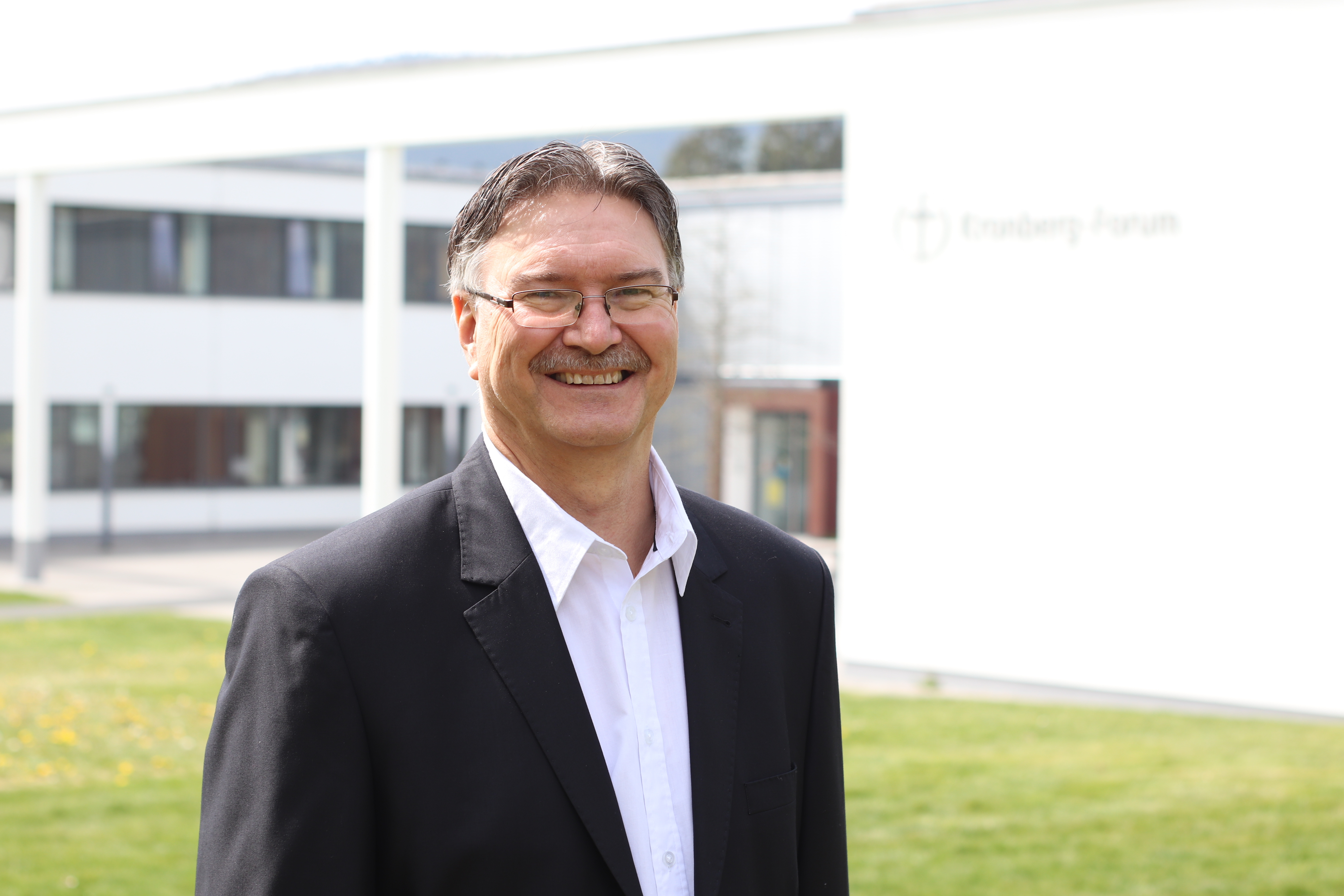
Gert J. Steyn vor der Theologischen Hochschule Ewersbach.

 Gert Jacobus Steyn (* 5. März 1962) ist ein südafrikanischer evangelischer Theologe. Sein Fachgebiet ist das Neue Testament sowie das griechisch-hellenistisches Judentum.

## Leben

### Studium
Nach dem Abitur 1980 in Bibelkunde und Biologie an der Hoërskool Schoonspruit erwarb er den Baccalaureus Artium (1981–1983) Griechisch und Hebräisch an der Universität Pretoria, den Baccalaureus Artium (Honores) (1984–1985) Griechisch in Pretoria, den Baccalaureus Divinitatis Theologie (1984–1986) (Hauptfach: Neues Testament), den Magister  Artium (1986–1987) Griechisch Universität von Pretoria, den Doctor Divinitatis (1988–1994) Neues Testament Universität von Pretoria und den Doctor Litterarum (2006–2008) Biblische Sprache an der Universität Stellenbosch. Von 1990 bis 1991 forschte er für seine erste Promotion an der Westfälische-Wilhelms Universität Münster (Westf.) mit einem Stipendium des Deutschen Akademischen Austauschdienstes (D.A.A.D.).

### Berufliche Tätigkeiten (Auswahl)
Steyn war beruflich tätig an drei südafrikanische Universitäten:
- Als Lehrbeauftragter (1987–1990) für Neues Testament an der Universität von Südafrika (Unisa)
- Als Junior Professor (2001–2003) für hellenistisches Griechisch an der Universität von Johannesburg
- Als Junior Professor (2003–2005) und Professor (2006–2017) für Neues Testament an der Universität von Pretoria

sowie an drei Hochschulen:
- Als Dozent (1992–1993) an der Federal Theological Seminary of South Africa (Fedsem) in Pietermaritzburg
- Als Rektor (1993–2000) des Theological Education by Extension College of Southern Africa (T.E.E. College) in Johannesburg
- Als Professor für Neutestamentliche Exegese und Theologie (seit 2017) an der Theologischen Hochschule Ewersbach

Als Studienleiter betreute er 19 Doktoranden und 34 Masterstudenten in den USA, Russland, Südkorea, Südafrika und Deutschland.

## Schriften (Auswahl)
- Septuagint quotations in the context of the Petrine and Pauline speeches of the Acta Apostolorum. Kampen 1995, ISBN 90-390-0131-6.
- mit Dirk J. Human (Hrsg.): Psalms and Hebrews. Studies in reception. New York 2010, ISBN 0-567-15052-6.
- A quest for the assumed LXX Vorlage of the explicit quotations in Hebrews. Göttingen 2011, ISBN 978-3-525-53099-3.
- mit Randall X. Gauthier und Gideon R. Kotzé (Hrsg.): Septuagint, sages, and scripture. Studies in honour of Johann Cook. Leiden 2016, ISBN 978-90-04-32382-7.